# Liste des bras de la Voie lactée
Pour les articles homonymes, voir Bras et Voie lactée (homonymie).
Liste des bras spiraux du disque galactique de notre galaxie spirale barrée, la Voie lactée,.
La Voie lactée est formée de quatre bras spiraux majeurs, et d'un bras mineur, avec un diamètre d’environ 100 000 années lumières, en orbite et rotation autour de son centre galactique et de son trou noir supermassif central Sagittarius A* :

Vue d'artiste de la Voie lactée
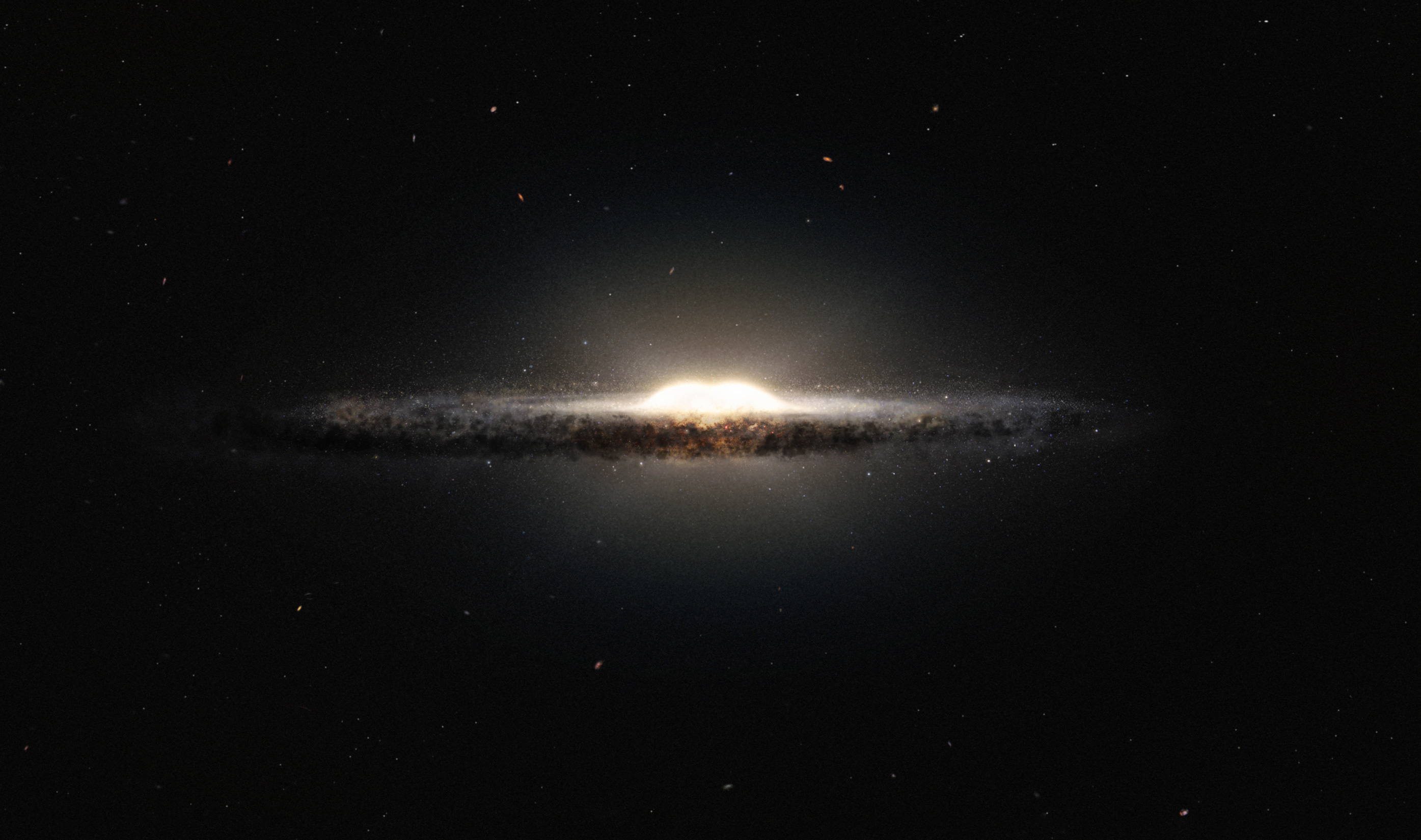
Vue d'artiste de la Voie lactée (coté tranche)
Point jaune pour le Soleil et son Système solaire du bras d'Orion

Quatre bras spiraux majeurs :
- Bras de la Règle (ou bras du Cygne, ou bras Règle-Cygne, ou bras extérieur)
- Bras Écu-Croix (ou bras du Centaure, ou bras Scutum-Crux)
- Bras Sagittaire-Carène (ou bras du Sagittaire)
- Bras de Persée

Un bras mineur :
- Bras d'Orion (ou bras d'Orion-Cygne, ou bras local) celui de la Terre et du Système solaire.